# Isaac Luria
Isaac ben Solomon Luria Ashkenazi tudi Ha'ARI, Ha'ARI Hakadosh ali ARIZaL, otomanski judovski mistik, rabin, teolog, * 1534, Jeruzalem, Osmansko cesarstvo,           † 1572, Safed, Osmansko cesarstvo. 
Znan je kot oče sodobne kabale, judovskega filozofskega in verskega nauka. Zagovarjal je idejo o nastanku sveta iz desetih božanskih bitij. Njegov nauk o kabali so do leta 1650 poznali že vsi Judje v Evropi. Lurijevo najbolj znano delo je Drevo življenja (Etz Chaim), ki je izšlo v osmih zvezkih. Sprva je bilo namenjeno le Izraelcem, a je leta 1772 že prišlo v Evropo.

## Življenje
Glavni vir podatkov o njegovem življenju izhaja iz anonimne biografije Življenje Arija, ki je bila napisana okrog 20 let po njegovi smrti (2).

### Mladost
Isaac ben Solomon Luria Ashkenazi ali na kratko Isaac Luria se je rodil leta 1534 v Jeruzalemu. Isaacov oče je bil pripadnik Aškenazijev (nemških Judov), judovske etnične skupine iz zgodnjega srednjega veka, katere predniki prihajajo iz severne, zahodne in vzhodne Evrope. Mati je bila pripadnica Sefardov, to so Judje, ki so do leta 1492 živeli v Španiji ali pa so bili kako drugače povezani s špansko kulturo. Legenda pravi, da se je prerok Elija prikazal njegovemu očetu in napovedal rojstvo sina, ki naj bi se imenoval Izak. Ko je bil otrok, so Lurijo opisovali kot mladega genija, ʺučenjaka Tore, ki je lahko s svojimi argumenti utišali vse nasprotnikeʺ in tudi kot otroka, ki poseduje božanski navdih (2).
Že pri osmih letih mu je umrl oče, zato se je njegova mati odločila, da se preseli v Egipt in sina vzgaja v hiši njenega brata Mordecaja Francesca (3). Pri 15 letih se je poročil z njegovo hčerko. 

### Študij in delo
Njegov premožni stric je poskrbel, da so Isaaca učili najboljši judovski učitelji. V Egiptu je Luria študiral judovsko pravo in rabinsko literaturo (Talmud, Midrash (v hebrejščini :מדרש ) in sorodne spise) pri glavnem rabinskem učitelju Davidu ben Solomonu ibn Abi Zimri in pri njegovem nasledniku Bezalelu Aškenaziju, ki je bil Isaacov drugi stric. Z Aškenazijem je sodeloval pri Shitah Mekubbetzet, delu o judovskem pravu, ki temelji na Traktatu Zevachim v Talmudu. Izkazal se je za pridnega in izjemnega učenca rabinske literature ter zelo uspešnega na področju judovske izobrazbe (1).
Pri Aškenaziju je študiral okrog šest let. Luria je prvotno zaslovel kot mistični pesnik, nato je nanj pri 22 letih pustilo močan vtis delo Zohar, najpomembnejše kabalistično delo, ki vsebuje mistične razprave o naravi Boga, izvoru in zgradbi vesolja. Delo je dobil v dar od trgovca, pod pogojem, da strica prepriča v oprostitev davkov za trgovske posle. Isaac se je strinjal in to je začetek njegove mistične kariere (3). Ker je bil finančno preskrbljen, se je lahko nadalje izobraževal. Začel je živeti kot samotar. Za sedem let se je preselil v kočo na osamljenem otoku Jazirat al-Rawda na reki Nil, ki je bil v lasti njegovega tasta in se predal meditaciji. Svojo družino je obiskoval le v soboto zvečer (šabat) – na judovski dan počitka. Tudi ko je bil z družino, je malo govoril. Kadar je bilo potrebno na kaj odgovoriti, je to storil z najmanjšim možnim številom besed in nekaj besed, ki jih je izgovoril, je bilo vedno v hebrejščini, namenjenih izključno njegovi ženi. Kabala je namreč poznala izredno intenzivne tehnike in metode meditacije, v katerih je Luria prebiral odlomke ali stavke iz svete knjige Zohar, da bi v sebi prebudil luč. Zato verjetno ni želel, da bi ga družinsko življenje pri tem oviralo. V tem obdobju je svoje študije osredotočil na Zohar in dela prejšnjih kabalistov (1). Napisal je tudi komentar na Sifra di-tzeniʿuta (Knjigo prikrivanja), ki je del Zoharja. V komentarju je še vedno zaznati vpliv klasične kabale in ne vsebuje ničesar, kar so v prihodnosti poimenovali lurijanska kabala (2). Kasneje je začel poučevati kabalo na akademiji in je občasno govoril v aškenazijskih sinagogah. Kabalisti so verjeli, da je svet nastal iz desetih božanskih bitij.
Luria je verjel, da se je pogovarjal s pokojnimi učitelji preteklosti in da je imel pogoste pogovore s prerokom Elijem (1). Ta naj bi mu v enem od teh pogovorov naročil, naj se preseli v Safed, gorsko mesto v Galileji. Glede na to, da ga je zelo zanimal tudi njegov sodobnik, kabalist Moses Cordovero, ki je živel v Safedu, se je skupaj z ženo in dvema otrokoma leta 1569 preselil v ta kraj, ki je postal središče kabalističnega gibanja (3). Vendar je študiral kabalo pri Cordoveru le tri mesece, dokler ni ta leta 1570 umrl. Hkrati je začel poučevati kabalo po novem sistemu in pritegnil številne učence. Najpomembnejši med njimi je bil Ḥayyim Vital, ki je pozneje zapisal Lurijeve nauke. Luria je svoje nauke razlagal le v ezoteričnih (strogo zaprtih) krogih; vsi niso smeli sodelovati pri teh študijah. Medtem, ko je večino svojega časa posvečal poučevanju svojih učencev, se je verjetno preživljal s trgovino s poprom.
Pred šestnajstim stoletjem lahko v mističnih krogih judovske skupnosti, najdemo kar nekaj karizmatičnih voditeljev, kot sta na primer Juda Iškarijot in Abraham Abulafia, vendar je bil njun vpliv na širšo judovsko skupnost majhen. V nasprotju s tem je bil vpliv Isaaca Lurije, osrednje osebnosti mističnega preporoda šestnajstega stoletja, zelo velik, saj je skupaj s svojimi kolegi in učenci preoblikoval temeljne strukture judovstva. Središče tega mističnega preporoda je bilo galilejsko mesto Safed, ki je preseglo Jeruzalem in veljalo kot najpomembnejše središče judovskega življenja v tem obdobju (5).
Razlogi za to so bili dvojni, realni in duhovni. Safed je bilo mesto, ki je ležalo na križišču trgovskih poti med Egiptom in Damaskom. Ko pa so mestu dodelili status regionalne prestolnice, so se odprle nove gospodarske priložnosti. Med obrtniki se pojavljajo zlatarji, krojači, šivilje, mizarji, izdelovalci uzd, tkalci in kovači. Glavna panoga je bila trgovina z volno, za katero je imela sefardska skupnost posebno strokovno znanje in je tako pritegnila mnoge izgnance iz Španije. Safed ni bilo sveto mesto le za Jude in do njega nista imela zahtev ne krščanstvo in ne islam, ampak so v njegovi bližini ležali grobovi mnogih tanajcev, še posebej pomembni pa so bil grobovi Simeona bara Yohaija in njegovih kolegov, ki so bili junaki Zoharja, osrednjega besedila srednjeveške kabale. Ti grobovi so imeli osrednjo vlogo pri razvoju Lurijeve kabale. Neposredna komunikacija z duhovi pokojnih mističnih figur ob njihovih grobovih z različnimi mističnimi praksami so postali pomembno sredstvo razumevanja in raziskovanja mistične tradicije v Safedu. V začetku leta 1530 je to mesto pritegnilo številne pomembne kabaliste. Med prvimi, ki sta prispela v Safed, sta bila Joseph Karo in Salomon Alkabetz. Tako Karo kot Alkabetz sta bila pomembna kabalista, ki sta okoli sebe zbrala številne študente in učence, ki so postali pomembni kabalisti; med njimi je bil največji Mojzes Cordovero, Karov učenec in Alkabetzov svak. Cordovero je bil eden najplodovitejših kabalistov, ki je v svojih spisih sintetiziral celotno srednjeveško kabalistično tradicijo. Pa vendar, mesto Safed vedno povezujemo z Lurio, osebnostjo, ki je v dveh kratkih letih spremenila kabalo in s tem koncept judovske vere. Veljal je za najpomembnejšega rabina in judovskega mistika, poleg tega pa je osnoval lurijansko kabalo, ki je vplivala na nadaljnji razvoj judovske filozofske in verske misli (5, 7).
Luria je bil znan po svojih inovativnih idejah pri razumevanju in ustvarjanju različnih drugih metafizičnih konceptov. Njegov glavni dosežek je bil sistemizacija množice mističnih naukov in idej v koherentno celoto, poskus razumevanja in razlage zgradbe celotnega vesolja. Glede na to, da je Bog ustvaril svet, je po njegovem mnenju vsak košček vesolja hkrati tudi del Boga. Če pa svet hoče obstajati in preživeti ob Božji prisotnosti in delovati po zakonih narave, se mora Bog »skrčiti«. Ustvaril je zamisel o tzimtzumu, prepričanju, da se je Bog na nek način "skrčil", da bi pustil praznino, v kateri je ustvaril svet (7).
Po drugi strani pa je bil konzervativen pri razlagi judovskega zakona in je verjel, da ima vsaka zapoved mističen pomen. Spoštoval je vse seve tradicije ter običaje v judovstvu in čeprav je bil aškenaškega rodu, je imel raje sefardsko molitveno liturgijo. Lurijanska kabala se pogosto sklicuje na mesijanizem (prepričanje, da lahko kdo ali kaj reši človeštvo, narod vsega zla) in mnogi pravijo, da so njegove mesijanske ideje utrle pot lažnemu Mesiji, Šabtaju Cviju – začetniku gibanja spreobrnjenih Judov. Isaaca so v judovskih verskih krogih poznali tudi kot "Ha'ARI", kar pomeni lev.
Luria je umrl po izbruhu epidemije 25. julija 1572, ko je bil star komaj 38 let. Pokopan je v Safedu v Galileji.

### Lurijevi učenci
V Safedu so v tem obdobju osnovali značilne združbe ali društva z majhnim številom članom, ki so se prostovoljno zbirali k molitvi, učenju ali kaki drugi dejavnosti (7).
Luria, ki je bil prijazen do drugih učenjakov iz Safeda je ustanovil skupino kabalistov, ki so se srečevali vsak petek, da bi drug drugemu priznali svoje grehe. Svojim učencem je razkril lokacije grobov rabinov, za katere je trdil, da jih je odkril z duhovnimi razodetji. Študente je poučeval ustno, tako teoretično kabalo kot tudi metode za komunikacijo z dušami tazddikimov (pravičnih ljudi). Čutil je, da lahko vidi grehe ljudi s pogledom na njihova čela. V soboto se je oblekel v belo in mnogi privrženci so ga imeli za svetnika. Nekateri pravijo, da je verjel, da je Mesija, Jožefov sin (5).
Luria je imel dva razreda učencev: novomašnike, ki jim je razlagal osnove Kabale, in novince, ki so postali zbirališča njegovih skrivnih naukov in njegovih formul priklica in pogovorov. Najbolj znan izmed novincev je bil rabin Hayyim Vital, ki je imel po mnenju gospodarja dušo, ki kljub Adamovemu grehu ni bila umazana. Z njim je Luria obiskal grob Rabbija Shimona bar Yochaija in preostalih uglednih učiteljev. Ti grobovi so bili neoznačeni (identiteta vsakega groba ni bila znana), vendar je bil z navodili, ki jih je dal Elija, vsak grob prepoznan. Lurijev kabalistični krog se je postopoma razširil in postal ločena cerkvena skupnost, v kateri so bili njegovi mistični nauki vrhovni in so vplivali na vse verske obrede.

## Dela
Kljub temu, da Luria ni avtor oziroma pisec večine navedenih del, so le-ta nastala na podlagi njegovih kabalističnih idej in naukov. Dela so imela in imajo še danes velik pomen, predvsem za Jude. V nadaljevanju so predstavljena temeljna dela.

### Hvalnice za tri šabat obroke (מזמור לארוחה השלישית)
Luria je napisal tri hvalnice, ki so postale pomembne za Jude. To so v bistvu molitve, pomembne za tri obroke v času šabata, ki je veljal za Gospodov dan - dan Gospodovega počitka potem, ko je ustvaril svet. Naslovi teh molitev so Azamer be-she-vaḥim (Pel bom hvalnice), Asader seʿudata (Naročil bom praznični obrok), in Bene hekh-ala de-khesifin (Sinovi srebrnega templja). To so mistične in erotične pesmi, ki govorijo o okraševanju in oblačenju neveste.

### Drevo življenja (Etz Chaim)
Mnogi Judje, ki so bili izgnani iz Španije, so verjeli, da so bili v času sojenja, preden se je pojavil Mesija, v Galileji. Tisti, ki so se v pričakovanju tega dogodka preselili v obljubljeno deželo Izrael, so vzljubili Lurijeve nauke, saj je bila tema naukov izgnanstvo. Čeprav svojih naukov ni zapisal, so jih objavili njegovi privrženci in do leta 1650 so njegove ideje poznali Judje po vsej Evropi. Luria je predaval le občasno in ni veliko pisal, z nekaj izjemami, kot so bile na primer nekatere kabalistične pesmi v aramejščini. Pravi zagovornik njegovega kabalističnega sistema je bil rabin Hayyim Vital, ki je zbral vse zapiske predavanj Lurijevih učencev. Iz teh zapiskov so kasneje nastala številna dela, od katerih je najpomembnejše delo Drevo življenja (Etz Chaim), ki je izšlo v osmih zvezkih. Sprva je to delo krožilo v rokopisnih izvodih. Vsak Lurijev učenec se je moral obvezati, da ne bo dopustil, da se kopija izroči tuji državi. Tako so  do leta 1772 vsi rokopisi ostali v Palestini, dokler ni Isaac Satanow prvi izvod Drevesa življenja objavil tudi v Evropi. V tem delu so predstavljeni tako teoretični kot tudi pobožni in meditativni nauki lurijanske kabale, ki temeljijo na delu Zohar.

### Vrata ponovnega rojstva(Shaar HaGilgulim(שערי גלגול נשמות))
Knjigo Vrata ponovnega rojstva je napisal Lurijev glavni učenec, rabin Hayyim Vital, spremenil pa jo je njegov sin rabin Shmuel Vital. Delo temelji predvsem na Zoharju, razdelku Mishpatim (מִּשְׁפָּטִים, Zakoni), veliko naukov pa je povzel po Isaacu Luriji. Poleg tega, da opisuje načela osebnega popravljanja ali tikuna in reinkarnacije, to delo opisuje duhovne korenine mnogih velikih učenjakov Tore iz preteklosti. Hkrati ponuja informacije o prihodnosti v smislu napovedovanja izzivov, ki jih je treba pričakovati skozi celotno judovsko zgodovino in zlasti na koncu življenja (6).

### Razlaga znanja(Derush Ha-Daat(הסבר הידע ))
Knjiga je zapis naukov Isaaca Lurije – o njegovem celotnem sistemu lurijanske kabale. Na koncu vzpostavlja povezavo med starodavno in sodobno kabalo. Napisal jo je rabin Hayyim Vital.

### Vrata svetega Duha(Shaar Ruach Ha-Kodesh(שער רוח הקודש))
Isaac Luria je kabalo oblikoval v celovit sistem osmih vrat. Delo opisuje, kako uporabljati Lurijeve nauke kot meditativno disciplino. Vrata svetega Duha so sedma in ponujajo splošno rekapitulacijo. Ta vrata so ključ do celotnega nauka, saj se vsa prejšnja vrata ukvarjajo s teorijo, medtem ko ta vrata učijo, kako vse prenesti v prakso. Delo vsebuje meditacije, kabalistične običaje in Yichudim-meditacije, za katere se domneva, da omogočajo praktično in učinkovito povezovanje s Stvarnikom.

## Nauki

### Kabala
Kabala ali Kabbalah je delo, ki se poleg antične judovske ezoterike opira na celoten korpus talmudskih in midraških spisov, pa tudi na kvaziceloto teološko-filozofskih spekulacij judovsko-arabskega obdobja. Kabalistični nauk je zelo obsežen, saj zavzema versko teorijo in prakso, pa tudi filozofijo ter ju razlaga z vidika lastnih načel. V judovstvu se izkazovanje verskih občutij ne omejuje na molitev, temveč na celotno mrežo običajev in vzdržnosti, ki prodirajo v vse pore človekovega življenja, kar si je kabala  prilastila za svoje simbole in tako, kljub svoji zaprtosti v ozke kroge, ostala povezana z ljudstvom, kar filozofom nikoli ni uspelo (8).
Zgodovinsko gledano je Kabala zbirka simbolnih sistemov, razvitih v različnih obdobjih, iz katere so kasnejši kabalisti priznavali dva glavna sistema. Prvi od teh je nastal v dvanajstem stoletju v Španiji in Provansi ter je najbolj do izraza prišel v Zoharju konec trinajstega stoletja. Drugega pa označujemo kot renesanso kabalističnih idej, ki se je začela več generacij po izgonu  ene glavnih vej judovskega ljudstva iz Španije leta 1492. Izselitev je bila katastrofa, ki je prizadela vse sfere judovskega življenje in oživitev kabalistične misli je bila pravzaprav odgovor na izkušnjo izgnanstva (4).
Gre za simbolni sistem, ki ga je Isaac Luria učil nekaj izbranim učencem v Safedu. Lurijanska kabala temelji na prejšnji kabali, vendar vsebuje številne nove značilnosti, ki so nastale kot plod Lurijevega globokega in dolgotrajnega razmišljanja o Zoharju, zaradi česar je to v bistvu nov sistem (3). Nova kabala se od prve razlikuje zlasti po tem, da je v judovski misticizem uvedla pojem mesijanstva. Misticizem in mesijanstvo sta dve zelo različni težnji v religioznem življenju. Judovski misticizem se ukvarja predvsem z izvorom stvari in nastankom narave, po čemer je bolj podoben moderni fiziki. Mesijanstvo pa je prav nasprotno gibanje, saj teži h koncu stvari, ne k njenemu izvoru. Združitev teh dveh idej – misticizma in mesijanstva  je bila edinstvena lastnost kabalistične misli v šestnajstem stoletju (4).
Novo gibanje je imelo središče v Safedu, na severu Galileje. Ljudje iz celotnega judovskega sveta – iz Jemna, Perzije, Poljske, Italije, Turčije, Soluna, Maroka … – so bili tedaj zbrani v tem mestu in Luria je postal najpomembnejša osebnost skupnosti, ki je učil svojo vizijo judovskega misticizma. Ta je bil pomemben dejavnik medsebojnega prepletanja verskega, političnega in družbenega življenja skozi celotno judovsko zgodovino (4).  
Kabala je z mistiko prežeta ezoterična smer oziroma z okultno razlago prežet judovski filozofski in verski nauk, po katerem je iz desetih sfer, slojev oziroma filtrov (sefirot) nastal fizični svet. Te sfere simbolizirajo različne vidike božanskega in poti po katerih se lahko ponovno združimo z božansko iskro, ki je navzoča v nas.  Povezovanje z iskrami pomaga k odrešitvi vesolja ter ukinitvi izgnanstva. Te sfere so bile predstavljene tudi na človeškem telesu (na glavi, med očmi, pleksus …), kar je na enk način podobno indijskim čakram. Kabala je kot edina zahodna verska tradicija razvila idejo o selitvi duš in reinkarnaciji (7).
Sam izraz kabala je pogosto povezan tudi s pojmoma skrivnostnost ali nerazumljivost. Sodobni kabalist Baal HaSulam je podal naslednjo definicijo modrosti kabale: "Ta modrost ni nič več in nič manj kot zaporedje korenov, ki se razvijajo navzdol po načelu vzroka in posledice na osnovi nespremenljivih in natančnih pravil, ter se prepletajo v en sam vzvišen cilj, ki ga lahko opišemo kot 'Razodetje Njegovega Božanstva Njegovim stvaritvam na tem svetu'." Kabalo od obdobja srednjega veka prakticira veliko ortodoksnih judov. Po njihovih trditvah intimno razumevanje in obvladovanje kabale človeško duhovnost približuje Bogu, posledično pa človeku omogoči boljši vpogled v skrivnosti božjih stvaritev.

### Lurijanska kabala
Ko je Moses Cordovero 27. maja 1570 umrl, je skupnost v Safedu za novega vodjo izvolila rabina Isaaca Lurijo.
Lurijanska kabala temelji na treh pojmih: tzimtzumu ali krčenju oziroma umiku, sherivat ha-kelimu ali lomljenju plovil in tiqqunu ali obnovi. Človek ima v lurijanski kabali pomembno vlogo skozi različne molitve in prek mističnih namenov, ki vključujejo skrivne kombinacije besed, vse to pa je usmerjeno v ponovno vzpostavitev prvotne harmonije in ponovne združitve božanskega imena.

#### Tzimtzum
Luria se je spraševal: ʺČe je Bog neskončen, kako je mogoče, da obstaja karkoli, kar ni Bog?ʺ. Glede na monoteistično teologijo o nespremenljivosti boga, je bil Isaacov odgovor na to vprašanje zelo neortodoksen. Učil je, da je stvarjenje možno le z ʺvnosom Boga v samega vaseʺ (4). 
Tzimtzum ali tsimtsum je izraz, ki ga v lurijski kabali uporabljajo za razlago nauka Isaaca Lurije. Govori o tem, da je Bog začel postopek ustvarjanja tako, da je "skrčil" neskončno svetlobo Ohr Ein Sofa, da bi omogočil "konceptualni prostor", v katerem bi lahko obstajala končna in na videz neodvisna kraljestva. To prvinsko začetno krčenje, ki tvori "prazen prostor", v katerega bi lahko sevala nova ustvarjalna svetloba, označuje s splošnim sklicevanjem na tzimtzum. V nasprotju s prejšnjo srednjeveško kabalo je to prvo ustvarjalno dejanje prikrilo božansko izgnanstvo in ne razkrilo razodetja. Ta dinamična krizna katarza v Božanskem toku se ponavlja v celotni lurijanski shemi.
Ker se tzimtzum kaže v "praznem prostoru", v katerem lahko obstajajo duhovni in fizični svetovi in navsezadnje svobodna volja, Boga pogosto imenujejo "Ha-Makom". Podobno Olam – po hebrejsko "svet" – izhaja iz besede "prikrivanje". Ta etimologija se dopolnjuje s konceptom tzimtzuma v tem, da kasnejše duhovno kraljestvo in končno fizično vesolje v različnih stopnjah prikrivajo neskončno duhovno življenjsko silo ustvarjanja. Novi nauk Lurije je izboljšal pojem prvinskega umika (dilug – radikalen "preskok"), da bi vzročno ustvarjalno verigo iz Neskončnega uskladil s končnim obstojem.

#### Partzufim
Partzufim (božanski obrazi) so posebej preoblikovane ureditve desetih sefirotov (Božanske lastnosti/emanacije kabale). Vsak partzufim je konfiguracija različnih entitet v harmonično enoto. Imena partzufim izhajajo iz Zoharja, temeljnega besedila kabale. Njihov polni doktrinarni pomen se je pojavil v lurijanski kabali v 16. stoletju glede na kozmične procese Shevirah – "razbijanje" in Tikun – "rektifikacija". Lurijanski partzufim opisuje dinamične odnose med osebnostmi, ki se med seboj povezujejo. Zaradi propada sveta kaosa so se v treh spodnjih svetovih izgubile iskre svetosti. Človek, čigar duša odraža usklajen red partzufima, popravlja svet tako, da s pomočjo študija Tore in izvajanjem mitzvota oživi iskre svetosti.

#### Olam HaTohu in Olam HaTikun (Sherivat Hakelim)
Olam HaTohu (svet tohu-kaosa) in Olam HaTikun (svet popravljanja) sta v judovski kabali dve splošni stopnji v vrstnem redu padajočih duhovnih svetov (Olamot). V nadaljnjem ustvarjanju predstavljata tudi dve arhetipski duhovni stanji bivanja in zavesti. Njihovi koncepti izhajajo iz nove sheme lurijanske kabale, ki temelji na interpretaciji klasičnih referenc Lurije v Zoharju. Posledice Tohu-Tikuna so temelj svobodne volje in kraljestva Kelipah (zla), ki ga je povzročil Shevirat HaKelim, procesov duhovnega in fizičnega izgnanstva in odrešenja. Ta nova paradigma v kabali je prejšnji linearni opis spuščanja nadomestila z dinamičnim procesom duhovnega obdajanja, kjer višje duše vlagajo navznoter v nižje posode. Povezani s prvobitnimi kozmičnimi kraljestvi Tohu-Tikuna sta dve povezani duhovni stanji za razlago obstoja, psiholoških temperamentov ali stopenj duhovnega razvoja posameznika. Kozmična drama Tikuna v lurijanski kabali je navdihnila popularno judovsko domišljijo od 16. do 18. stoletja, ki je razlagala sodobno zatiranje in podpirala prepričanje o ponovnem prihodu Mesije. Najpomembnejše je, da ima Tikuna mir in red pri ustvarjanju. Terminologija sodobnega judovskega ideala Tikkun Olam (popravljanje sveta), ki ga je populariziral reformni judaizem, je vzeta iz lurijanskega koncepta, vendar se širše uporablja za etični aktivizem v sodobni družbi.
Luria je učil, da je izgnanstvo izraelskega ljudstva simbol stanja tedanjega sveta. Tora je bila instrument, s katerim je človek lahko vrnil vesolje v prvotno zasnovo. Če bi Judje sledili njegovim navodilom, bi lahko pripeljali do njegove obnove. Ker pa niso ubogali, so bili prisiljeni trpeti izgnanstvo. Mesijanstvo tako postane mističen dosežek, ki ima fizično podobo. Z verskimi dejanji, z izvajanjem verskih zapovedi lahko človek prispeva k ponovni vzpostavitvi harmonije. To je predvsem naloga številnih izgnanih ljudi na Zemlji – Judov; kot pravi nosilci ideje izgnanstva zmorejo več kot tisti, ki se svojega stanja ne zavedajo. Mesija je le simbolna figura; mesijansko odrešenje, obnovo reda in harmonije, bo prineslo judovsko ljudstvo. Judje so bili poslani v izgnanstvo na vse štiri konce Zemlje, da bi lahko z določenimi verskimi dejanji vrnili na pravo mesto iskre svetosti, ki so padle po vsem svetu (4).
Druga ideja, ki jo je predstavil Luria – ideja, ki je v judovski religiji močno  zakoreninjena – je bila doktrina o preseljevanju duš. Tudi duša mora iti v izgnanstvo, dokler ne izpolni svojega poslanstva tikun; zato se duše spremenijo v vse oblike obstoja, od angelov in demonov do kapljic vode. V zgodovini sveta je izgnanstvo duš, ki nadaljujejo proces obnove, enako pomembno kot izgnanstvo vidnih teles (4).
Lurijeva dediščina judovskemu svetu njegovega časa je bila ideja, da izgnanstvo ni bilo le kazen za grehe in preizkus vere, ampak tudi mistično poslanstvo. Luria je zaključil, da je judovski narod, ki je trpel v izgnanstvu več kot 1500 let, skoraj dokončal proces tikuna in da bi morala harmonija notranjega sveta najti izraz v zunanjem svetu, saj je slednji le simbol notranje resničnosti (4).
Lurijev kabalizem je v jedru judovstva vzpostavil nov mit, novo razlago poslanstva Judov, ki se je brez dvoma potrdila in je neposredno vplivala na judovski način življenja. Čeprav je Lurijev misticizem temeljil na zelo neumnih in drznih špekulacijah, se je zdelo, da je zagotovil odgovor za več tisoč Judov, ki so doživeli izgnanstvo v najbolj grozljivih oblikah. Kot odgovor na te ideje so nastali novi rituali, ki so prežemali judovstvo več kot tristo let. Še danes ortodoksni Judje izvajajo obrede, ki so se razvili iz tega razmišljanja. Zdi se, da manjša kot je avtoriteta in manj kot so vidni zgodovinski dokazi za legitimnost takih obredov, večje je navdušenje, s katerim so sprejeti. Na ta način je ritual kabalizma uveljavil svoj vpliv in pridobil svojo izjemno vitalnost v zadnjih štirih stoletjih (4).

### Zohar
Zohar (hebrejsko זהר ,sijaj, sij) je najpomembnejše kabalistično delo. Je nauk o okultnem tolmačenju Tore (petih Mojzesovih knjig), napisano v srednjeveški aramejščini in srednjeveški hebrejščini. Vsebuje mistično razpravo o naravi Boga, izvor in zgradbo vesolja, naravo duš, greha, odrešitve, dobrega in zlega ter sorodne teme. Zohar ni le ena knjiga, temveč skupina knjig. Te knjige vsebujejo svetopisemske razlage, kakor tudi teozofsko teologijo, mistično kozmogonijo, mistično psihologijo in v nekem smislu tudi antropologijo. Zohar se je najprej pojavil v Španiji v 13. stoletju. Prvi ga je objavil judovski pisec in rabin Mojzes Ben Šem-Tov de Leon (okoli 1240–1305). Delo je pripisoval palestinskemu rabinu iz 2. stoletja Simeonu Bar Jokaju. Judovsko zgodovinopisje navaja, da se je rabin Simeon med rimskim preganjanjem skril v jamo za 13 let in s svojim sinom Eliezarjem raziskoval Toro. V tem času naj bi ga navdihnil Bog, da napiše Zohar.

## Njegov vpliv na Jude
Vpliv Lurijeve Kabale je bil daljnosežen. Imel je pomembno vlogo v gibanju lažnega mesije Shabbetai Tzevija v 17. stoletju in v priljubljenem Ḥasidskem (mistično-pietističnem) gibanju 18. stoletja. Lurijanska šola kabale, ki jo je ustanovil Isaacov učenec Hayyim Vital še danes ostaja vplivna mistična smer v judovstvu.
Vital je bil eden najbolj gorečih zagovornikov Arijevih naukov in naslednji vodja kabalistov, ki je zapisal razodetja in razlage svojega velikega učitelja. Knjige s to vsebino so bile med najpogosteje tiskanimi knjigami v tistem času, ko je bilo tiskarstvo še v povojih. Njegovi nauki so se razširili zelo daleč in dosegli vse konce sveta, kjer koli so se Judje naselili.
Osebnost rabina Isaaca Luria je navdihnila vse ljudi, ki so prodrli v svet kabale globlje kot večina smrtnikov. Ari je umrl v starosti osemintrideset let, objokovalo ga je celotno judovsko ljudstvo. Kljub kratkemu življenju je pustil neizbrisen pečat na versko judovsko življenje in verske dosežke. Predstavil je veliko svetih običajev, ki so postali del judovskih običajev in storitev. Njegove pesmi in molitve so bile široko sprejete in delno vključene v Siddur (knjiga dnevnih judovskih molitev). Velik del njegovih naukov je bil uporabljen kot podlaga za veliko hasidsko gibanja. Zaradi njegovega vpliva in navdiha se je judovstvo lahko uprlo napadom številnih veroizpovedi in idej, ki so se pojavile v šestnajstem in sedemnajstem stoletju. Vsekakor sodi med najsvetejše in najpomembnejše voditelje judovskega ljudstva (5).